# El Toboso
El Toboso és un municipi de la província de Toledo, a la comunitat autònoma de Castella la Manxa. El poble és famós per ser on vivia Dulcinea del Toboso, la dama estimada ideal del Quixot.

## Persones notables
- Patricio Patiño y Álvarez (1824-?), pintor